# 中野友加里
中野 友加里（なかの ゆかり、ラテン文字：Yukari Nakano、1985年8月25日 - ）は、愛知県江南市出身の日本の元フィギュアスケート選手（女子シングル）、YouTuber（2022年現在休止中）。おもな実績に、2005年NHK杯優勝、2007年冬季アジア大会優勝。2005年GPファイナル3位、2006年四大陸選手権2位、2008年世界選手権4位などがある。
2010年に競技生活を退きフジテレビ社員となり、2019年に退職した。現在は2児の母親である。

## 人物
椙山女学園大学附属小学校、椙山女学園中学校・高等学校、早稲田大学人間科学部を経て、同大学院人間科学研究科を修了する。大学入学時から大学院修了までプリンスホテルに所属した。兄と6歳上の姉がいる。真面目で負けん気が強い性格。愛用しているリングは両親からもらった結婚指輪。

## 技術・演技
6種類の3回転ジャンプを跳ぶ数少ない女子選手の一人である。シニア移行時には極端に難しいジャンプ構成を組む選手として知られ、海外では「クレージーガール」と呼ばれることもあった。3回転アクセルには2000年から取り組む。その後、怪我などで一度中断していたが、シニアに上がる際に自分の特徴を作るために再開した。競技会では2002年の中部ブロック大会、国際競技会では同年のスケートアメリカで、それぞれ成功した。同年の西日本選手権と全日本選手権では3回転アクセル-2回転トウループのコンビネーションジャンプも跳んでいる。ジャンプの際に踏みきった脚にもう一方の脚がからみつく「巻き足」になる癖があり、GOEでマイナスの評価を付けるジャッジもいる。

## 経歴

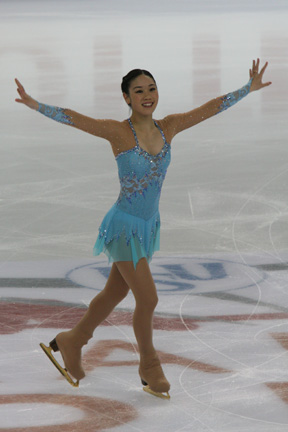
2007/2008 ISUグランプリファイナル

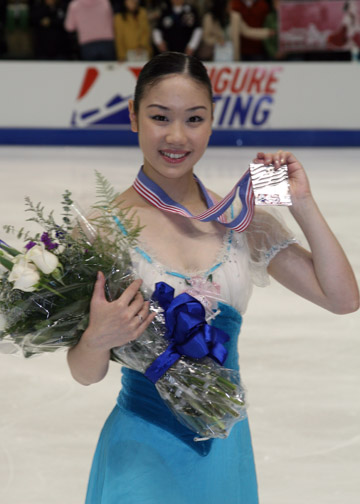
2008年スケートアメリカ

### 幼少期 - ジュニアクラス
6歳でスケートを始め、高校卒業まで名古屋のグランプリ東海クラブに所属で山田満知子、樋口美穂子らの指導を受ける。1998-1999シーズン、全日本ノービス選手権Aクラスで優勝。自身初の国際大会となるトリグラフトロフィーノービスクラスでも優勝を果たした。
1999-2000シーズンからジュニアクラスに上がり、ISUジュニアグランプリ (JGP)では初参戦ながらJGPファイナルに駒を進めた。JGPSBC杯のフリースケーティング（フリー）では6種類の3回転ジャンプに挑んだが、3回転アクセルが両足着氷となり、成功しなかった。3回転アクセルには世界ジュニア選手権半月前の練習中に回転不足ながら片足での着氷に成功し、同選手権の公式練習中に回りきって着氷する。
2000-2001シーズンはJGPで2戦続けて優勝し、全日本ジュニア選手権でも初優勝する。JGPファイナルと世界ジュニア選手権でもそれぞれ上位に食い込む活躍を見せた。2001-2002シーズンの世界ジュニア選手権では銀メダルを獲得する。

### シニアクラス
2002-2003シーズンからISUグランプリシリーズに参戦するにあたり、ショートプログラム (SP) に3回転アクセルを、フリーには単独の3回転アクセル、3回転アクセル-2回転トウループ、3回転フリップ-3回転トウループ、3回転ルッツ-3回転ループを跳ぶ攻撃的なプログラム構成を予定して競技会に臨んだ。シーズン初戦の中部ブロック大会で3回転アクセルに成功すると、続くスケートアメリカではISU公認記録としては伊藤みどり、トーニャ・ハーディングに次いで3人目となる3回転アクセルに成功。さらに西日本選手権と全日本選手権では、3回転アクセル-2回転トウループにも成功した。冬季アジア大会と四大陸選手権ではそれぞれ3位となり、荒川静香・村主章枝とともに日本人選手で表彰台を独占した。
2003-2004シーズンは中野にとって辛いシーズンとなった。初めて新採点方式のもとで行われたスケートアメリカでは3回転アクセルが回転不足と判定された。旧採点においては回転不足であっても大技に挑戦することで一定の評価を受けたが、新採点方式では大きく減点されてしまうため、得点が伸び悩んだ。そのため、次の試合からは3回転アクセルを回避した。2003年夏からジェイソン・ダンジェンにペア転向の誘いを受け、シーズンオフには本格的な検討がなされた。2004年3月には佐藤有香の紹介でジェレミー・アレンのトライアウトを受けた、アン・パトリス・マクドノーやナオミ・ナリ・ナムといった他の候補者を押しのける形でチーム結成を依頼された。迷いながらもシングルでの競技続行を決めた。
2004-2005シーズン、早稲田大学の人間科学部eスクール（通信教育課程）に進学し、上京。練習拠点も横浜に移し、佐藤信夫に師事する。
2005-2006シーズン、東京ブロック大会で、国内競技会では初となる新採点方式のもとでの6種類の3回転ジャンプに成功。スケートカナダでは新採点システムの下で初めて3回転アクセルに成功し表彰台に載った。怪我により欠場の太田由希奈に替わって出場したNHK杯でGPシリーズ初優勝。GPファイナルでも初出場ながら3位に入る。しかし、全日本選手権で5位にとどまり、トリノオリンピック出場はかなわなかった。四大陸選手権では銀メダルを獲得。世界選手権では3回転アクセルを回避し、5位に入った。
2006-2007シーズン、GPシリーズでは獲得ポイント6位タイながら総得点差でGPファイナル進出を逃した。全日本選手権では初めて表彰台に上がる3位となった。日本学生氷上競技選手権大会で3連覇を達成し、冬季アジア大会では村主章枝を逆転し、初優勝。東京開催の世界選手権では開会式で選手宣誓を行い、競技でも2年連続の5位に入った。
2007-2008シーズン、東京ブロック大会で3回転サルコウ-3回転ループに挑み（回転不足）、3回転アクセルにも成功し、4連覇を達成。その後もスケートカナダ、ロシア杯、GPファイナルと立て続けに3回転アクセルを決めた。全日本選手権は2年連続して3位に。3年連続の代表となった世界選手権ではSP3位と好スタートを切り、最終滑走者として臨んだフリーでは、3回転アクセルが回転不足になったもののスタンディングオベーションを浴びる好演技を見せ、4位となった。
2008-2009シーズン、GPシリーズスケートアメリカ、NHK杯では3回転アクセルを回避した。GPファイナルでは3回転アクセルに挑んだものの回転不足となり、その後もジャンプにミスがあって5位にとどまった。全日本選手権はSPで首位に立ったものの、フリーでジャンプのミスが続き5位に沈み、四大陸選手権、世界選手権いずれの代表にも選ばれなかった。その後、ユニバーシアードで優勝し、シーズンを締めくくった。
2009-2010シーズン、ジャパンオープンで3回転アクセルに挑んだが転倒し、左肩を亜脱臼する。肩が完治していない状態で臨んだGPシリーズエリック杯では3位と健闘したが、NHK杯では4位に留まり、GPファイナルへの出場を逃す。全日本選手権ではSPで2位と好スタートを切ったが、フリーは序盤の3回転ルッツが回転不足での着氷ミスや、他ジャンプにも高得点が取れなかった事などが響いて、2位の鈴木明子に僅か0.17点及ばず総合3位に終わる。結果4年前のトリノ五輪に続いて、念願であったバンクーバーオリンピックの代表に選出されなかった。
四大陸選手権と世界選手権の代表に選出されていたが、左股関節炎及び左肩亜脱臼の回復が思わしくないため、両大会共に出場を辞退。また2010年バンクーバーオリンピック開催中の2010年2月22日、既に日本スケート連盟へ引退届を提出していた事を、自身の公式サイトで表明した。

### 引退後
2009年4月にフジテレビの内々定を受け、現役引退後の2010年4月から一般職であるフジテレビ映画事業局の「映画製作部」に勤務する。2011年9月公開の『アンフェア the answer』でアシスタントプロデューサーとして名を連ねると共に、焼き肉屋の店員としてカメオ出演する。
2012年3月11日、スケーターとしては2009年12月の全日本選手権以来2年3か月ぶりに、安藤美姫立案によるアイスショー『心を織りなす氷上の世界 〜 Reborn Garden 〜』に出演した。
2012年1月からは『踊る大捜査線 THE FINAL 新たなる希望』の制作ブログを担当している。
2012年9月1日放送の『踊る大捜査線 THE LAST TV サラリーマン刑事と最後の難事件』ではアシスタントプロデューサーを務めた。
同10月からスポーツ局に配置され、『すぽると!』のアシスタントディレクターとして活動し、フィギュアスケートのレポーターも担当する。2014年ソチオリンピック開催時は、ニッポン放送の平日午前のワイド番組『垣花正のあなたとハッピー!』に出演し、フィギュアスケート競技各種目のレポート・解説を担当した。
2015年4月21日、「中野友加里応援ブログ」で、一般男性との結婚を報告し、10月18日に披露宴を催した。2016年8月9日に第1子となる長男、2018年2月に第2子となる長女、それぞれを出産した。
2018年4月時点では産前産後休職中であるが、2月の2018年平昌オリンピックで産経新聞紙上に『チェック・アイ』と題する競技評論を執筆している。引退後にフィギュアスケート競技のB級審判資格（ローカル大会での競技審判業務に就ける）を取得し、今後は全日本選手権の審判が出来るナショナル級（N級）審判資格取得を目指していることを表明している。
2019年3月31日付けでフジテレビを退職し、2019年7月1日にアスリート・マーケティング株式会社とマネジメント契約する。
2020年10月30日に、YouTuberとして「フィギュアスケーター中野友加里チャンネル」を登録し、11月1日に配信を始めた。
2021年にA級審判員の資格を取得する。

## 主な戦績

### 2002-2003年シーズン以降
| 大会/年            | 2002-03 | 2003-04 | 2004-05 | 2005-06 | 2006-07 | 2007-08 | 2008-09 | 2009-10 |
| ------------------ | ------- | ------- | ------- | ------- | ------- | ------- | ------- | ------- |
| 世界選手権         |         |         |         | 5       | 5       | 4       |         | 辞退    |
| 四大陸選手権       | 3       | 6       | 11      | 2       |         |         |         | 辞退    |
| 全日本選手権       | 6       | 7       | 6       | 5       | 3       | 3       | 5       | 3       |
| GPファイナル       |         |         |         | 3       |         | 5       | 5       |         |
| GPNHK杯            |         |         |         | 1       | 3       |         | 3       | 4       |
| GPエリック杯       | 6       |         |         |         |         |         |         | 3       |
| GPスケートアメリカ | 7       | 8       |         |         |         |         | 2       |         |
| GPスケートカナダ   |         |         | 11      | 3       |         | 2       |         |         |
| GPロシア杯         |         | 8       |         |         |         | 2       |         |         |
| GP中国杯           |         |         | 11      |         | 2       |         |         |         |
| ユニバーシアード   |         |         | 4       |         |         |         | 1       |         |
| 冬季アジア大会     | 3       |         |         |         | 1       |         |         |         |

### 2001-2002年シーズンまで
| 大会/年              | 1998-99 | 1999-00 | 2000-01 | 2001-02 |
| -------------------- | ------- | ------- | ------- | ------- |
| 全日本選手権         |         | 8       |         | 5       |
| 世界Jr.選手権        |         | 7       | 4       | 2       |
| 全日本Jr.選手権      | 11      |         | 1       | 2       |
| JGPファイナル        |         | 5       | 3       | 5       |
| JGP ソフィア杯       |         |         |         | 3       |
| JGP SBC杯            |         | 2       |         | 2       |
| JGP ハルビン         |         |         | 1       |         |
| JGP メキシコ杯       |         |         | 1       |         |
| JGP モントリオール杯 |         | 4       |         |         |
| トリグラフトロフィー | 1 N     |         |         |         |

- N - ノービスクラス

### 詳細
| 2009-2010 シーズン    |                                                      |         |          |          |
| 開催日                | 大会名                                               | SP      | FS       | 結果     |
| 2009年12月25日 - 27日 | 第78回全日本フィギュアスケート選手権（門真）         | 2 68.90 | 3 126.83 | 3 195.73 |
| 2009年11月5日 - 8日   | ISUグランプリシリーズ NHK杯（長野）                  | 3 54.92 | 5 97.43  | 4 152.35 |
| 2009年10月15日 - 18日 | ISUグランプリシリーズ エリック・ボンパール杯（パリ） | 2 59.64 | 3 106.06 | 3 165.70 |
| 2009年10月3日         | 2009年ジャパンオープン（さいたま）                   | -       | 4 91.52  | 3 団体   |

| 2008-2009 シーズン    |                                                      |         |          |          |
| 開催日                | 大会名                                               | SP      | FS       | 結果     |
| 2009年2月18日 - 28日  | 第24回ユニバーシアード冬季競技大会（ハルビン）       | 4 52.70 | 1 101.93 | 1 154.63 |
| 2008年12月25日 - 27日 | 第77回全日本フィギュアスケート選手権（長野）         | 1 67.26 | 6 105.34 | 5 172.60 |
| 2008年12月10日 - 14日 | 2008/2009 ISUグランプリファイナル（高陽）            | 3 62.08 | 6 99.85  | 5 161.93 |
| 2008年11月27日 - 30日 | ISUグランプリシリーズ NHK杯（東京）                  | 5 54.82 | 3 112.60 | 3 167.42 |
| 2008年10月23日 - 26日 | ISUグランプリシリーズ スケートアメリカ（エバレット） | 3 57.46 | 2 115.07 | 2 172.53 |

| 2007-2008 シーズン    |                                                        |         |          |          |
| 開催日                | 大会名                                                 | SP      | FS       | 結果     |
| 2008年4月20日         | 2008年ジャパンオープン（さいたま）                     | -       | 3 121.86 | 1 団体   |
| 2008年3月17日 - 23日  | 2008年世界フィギュアスケート選手権（ヨーテボリ）       | 3 61.10 | 4 116.30 | 4 177.40 |
| 2007年12月26日 - 28日 | 第76回全日本フィギュアスケート選手権（大阪）           | 4 61.16 | 3 123.15 | 3 184.31 |
| 2007年12月13日 - 16日 | 2007/2008 ISUグランプリファイナル（トリノ）            | 4 59.78 | 5 113.18 | 5 172.96 |
| 2007年11月22日 - 25日 | ISUグランプリシリーズ ロシア杯（モスクワ）             | 2 60.50 | 3 112.27 | 2 172.77 |
| 2007年11月1日 - 4日   | ISUグランプリシリーズ スケートカナダ（ケベックシティ） | 4 55.94 | 2 113.49 | 2 169.43 |

| 2006-2007 シーズン       |                                                |         |          |          |
| 開催日                   | 大会名                                         | SP      | FS       | 結果     |
| 2007年3月19日 - 25日     | 2007年世界フィギュアスケート選手権（東京）     | 7 60.62 | 6 108.30 | 5 168.92 |
| 2006年12月27日 - 29日    | 第6回アジア冬季競技大会（長春）                | 2 57.36 | 1 105.02 | 1 162.38 |
| 2006年12月27日 - 29日    | 第75回全日本フィギュアスケート選手権（名古屋） | 3 63.34 | 2 116.38 | 3 179.72 |
| 2006年11月30日 - 12月3日 | ISUグランプリシリーズ NHK杯（長野）            | 3 56.86 | 3 104.07 | 3 160.93 |
| 2006年11月9日 - 12日     | ISUグランプリシリーズ 中国杯（南京）           | 2 54.90 | 2 96.37  | 2 151.27 |

| 2005-2006 シーズン  |                                                              |         |         |          |          |
| 開催日              | 大会名                                                       | 予選    | SP      | FS       | 結果     |
| 2006年3月19日-26日  | 2006年世界フィギュアスケート選手権（カルガリー）             | 4 27.79 | 6 59.62 | 6 108.24 | 5 195.65 |
| 2006年1月23日-29日  | 2006年四大陸フィギュアスケート選手権（コロラドスプリングス） | -       | 3 53.53 | 1 107.96 | 2 161.49 |
| 2005年12月23日-25日 | 第74回全日本フィギュアスケート選手権（東京）                 | -       | 5 61.46 | 5 114.20 | 5 175.66 |
| 2005年12月16日-18日 | 2005/2006 ISUグランプリファイナル（東京）                    | -       | 4 56.04 | 3 105.78 | 3 161.82 |
| 2005年12月1日-4日   | ISUグランプリシリーズ NHK杯（大阪）                          | -       | 2 56.22 | 2 102.44 | 1 158.66 |
| 2005年10月27日-30日 | ISUグランプリシリーズ スケートカナダ（セントジョンズ）       | -       | 4 49.84 | 3 99.70  | 3 149.54 |

| 2004-2005 シーズン    |                                                      |          |          |           |
| 開催日                | 大会名                                               | SP       | FS       | 結果      |
| 2005年2月14日 - 20日  | 2005年四大陸フィギュアスケート選手権（江陵）         | 9 45.17  | 12 76.57 | 11 121.74 |
| 2005年1月12日 - 22日  | ユニバーシアード冬季競技大会（インスブルック）       | 4        | 4        | 4         |
| 2004年12月24日 - 26日 | 第73回全日本フィギュアスケート選手権（横浜）         | 7 49.08  | 6 98.40  | 6 147.48  |
| 2004年11月11日 - 14日 | ISUグランプリシリーズ 中国杯（北京）                 | 11 38.76 | 9 78.18  | 11 116.94 |
| 2004年10月28日 - 31日 | ISUグランプリシリーズ スケートカナダ（ハリファクス） | 11 37.58 | 10 76.10 | 11 113.68 |

| 2003-2004 シーズン    |                                                      |          |         |          |
| 開催日                | 大会名                                               | SP       | FS      | 結果     |
| 2004年1月19日 - 25日  | 2004年四大陸フィギュアスケート選手権（ハミルトン）   | 5        | 6       | 6        |
| 2003年12月25日 - 26日 | 第72回全日本フィギュアスケート選手権（長野）         | 8        | 7       | 7        |
| 2003年11月20日 - 23日 | ISUグランプリシリーズ ロシア杯（モスクワ）           | 7 44.68  | 8 83.00 | 8 127.68 |
| 2003年10月23日 - 26日 | ISUグランプリシリーズ スケートアメリカ（レディング） | 10 44.20 | 7 87.90 | 8 132.10 |

| 2002-2003 シーズン    |                                                      |    |    |      |
| 開催日                | 大会名                                               | SP | FS | 結果 |
| 2003年2月10日 - 16日  | 2003年四大陸フィギュアスケート選手権（北京）         | 3  | 3  | 3    |
| 2003年2月1日 - 8日    | 第5回アジア冬季競技大会（青森）                      | 3  | 3  | 3    |
| 2002年12月19日 - 22日 | 第71回全日本フィギュアスケート選手権（京都）         | 5  | 6  | 6    |
| 2002年11月14日 - 17日 | ISUグランプリシリーズ ラリック杯（パリ）             | 8  | 6  | 6    |
| 2002年10月24日 - 27日 | ISUグランプリシリーズ スケートアメリカ（スポケーン） | 8  | 6  | 7    |

| 2001-2002 シーズン  |                                                        |      |    |    |      |
| 開催日              | 大会名                                                 | 予選 | SP | FS | 結果 |
| 2002年3月3日-10日   | 2002年世界ジュニアフィギュアスケート選手権（ハーマル） | 2    | 3  | 2  | 2    |
| 2001年12月21日-23日 | 第70回全日本フィギュアスケート選手権（大阪）           | -    | 4  | 5  | 5    |
| 2001年12月13日-16日 | 2001/2002 ISUジュニアグランプリファイナル（ブレッド）  | -    | 4  | 4  | 5    |
| 2001年11月23日-24日 | 第70回全日本フィギュアスケートジュニア選手権（東京）   | -    | 4  | 2  | 2    |
| 2001年11月15日-18日 | ISUジュニアグランプリ SBC杯（長野）                    | -    | 2  | 2  | 2    |
| 2001年9月12日-15日  | ISUジュニアグランプリ ソフィア杯（ソフィア）           | -    | 3  | 4  | 3    |

| 2000-2001 シーズン   |                                                        |      |    |    |      |
| 開催日               | 大会名                                                 | 予選 | SP | FS | 結果 |
| 2001年2月25日-3月4日 | 2001年世界ジュニアフィギュアスケート選手権（ソフィア） | 5    | 5  | 4  | 4    |
| 2000年12月14日-17日  | 2000/2001 ISUジュニアグランプリファイナル（エア）      | -    | 3  | 3  | 3    |
| 2000年11月25日-26日  | 第69回全日本フィギュアスケートジュニア選手権（名古屋） | -    | 1  | 1  | 1    |
| 2000年10月12日-15日  | ISUジュニアグランプリ ハルビン（ハルビン）             | -    | 5  | 1  | 1    |
| 2000年9月14日-17日   | ISUジュニアグランプリ メキシコ杯（メキシコシティ）     | -    | 1  | 2  | 1    |

| 1999-2000 シーズン    |                                                                  |      |    |    |      |
| 開催日                | 大会名                                                           | 予選 | SP | FS | 結果 |
| 2000年2月25日-3月4日  | 2000年世界ジュニアフィギュアスケート選手権（オーベルストドルフ） | 3    | 4  | 9  | 7    |
| 1999年12月24日-26日   | 第68回全日本フィギュアスケート選手権（福岡）                     | -    | 10 | 7  | 8    |
| 1999年12月16日-19日   | 1999/2000 ISUジュニアグランプリファイナル（グダニスク）          | -    | 6  | 5  | 5    |
| 1999年11月18日-21日   | ISUジュニアグランプリ SBC杯（長野）                              | -    | 5  | 2  | 2    |
| 1999年9月29日-10月3日 | ISUジュニアグランプリ モントリオール（モントリオール）           | -    | 4  | 4  | 4    |

| 1998-1999 シーズン       |                                                        |    |    |      |
| 開催日                   | 大会名                                                 | SP | FS | 結果 |
| 1998年10月30日 - 11月1日 | 第67回全日本フィギュアスケートジュニア選手権（苫小牧） | 16 | 9  | 11   |

## プログラム
| シーズン  | SP                                                                                             | FS                                                                                      | EX |
| --------- | ---------------------------------------------------------------------------------------------- | --------------------------------------------------------------------------------------- | --- |
| 2009-2010 | ミュージカル『オペラ座の怪人』より 作曲：アンドリュー・ロイド・ウェバー 振付：マリーナ・ズエワ | 火の鳥 作曲：イーゴリ・ストラヴィンスキー 振付：マリーナ・ズエワ                        | ハレム ボーカル：サラ・ブライトマン 振付：宮本賢二スパークリング・ダイアモンズ 映画『ムーラン・ルージュ』より ボーカル：ニコール・キッドマン他 振付：佐藤久美子                                                                                      |
| 2008-2009 | ロマンス 映画『馬あぶ』より 作曲：ドミートリイ・ショスタコーヴィチ 振付：マリーナ・ズエワ      | ジゼル 作曲：アドルフ・アダン 振付：マリーナ・ズエワ                                    | サムホエア 『ウエスト・サイド物語』より 作曲：レナード・バーンスタイン 振付：マリーナ・ズエワボレロ 映画『ムーラン・ルージュ』より 作曲：Steve Sharples 振付：佐藤久美子                                                                             |
| 2007-2008 | 幻想即興曲 作曲：フレデリック・ショパン、演奏：ユンディ・リ 振付：佐藤久美子                   | スペイン奇想曲 作曲：ニコライ・リムスキー＝コルサコフ 振付：マリーナ・ズエワ            | アリア (風) 「白鳥」より 作曲：カミーユ・サン＝サーンス、ボーカル：Giorgia Fumanti 振付：佐藤久美子シルク・ドゥ・ソレイユ『コルテオ』より「リトルナーレ」 振付：宮本賢二映画『SAYURI』より「芸者」 作曲：ジョン・ウィリアムズ 振付：マリーナ・ズエワ |
| 2006-2007 | 映画『SAYURI』より「芸者」 作曲：ジョン・ウィリアムズ 振付：マリーナ・ズエワ                   | シンデレラ 作曲：セルゲイ・プロコフィエフ 振付：マリーナ・ズエワ                        | クロディーヌ 作曲：Tonci Huljic、演奏：Maksim 振付：佐藤久美子映画『SAYURI』より「芸者」 作曲：ジョン・ウィリアムズ 振付：マリーナ・ズエワ |
| 2005-2006 | ボレロ 映画『ムーラン・ルージュ』より 作曲：Steve Sharples 振付：マリーナ・ズエワ              | ドン・キホーテ 作曲：レオン・ミンクス 振付：マリーナ・ズエワ                            | アメイジング・グレイス ボーカル：ヘイリー・ウェステンラ 振付：佐藤久美子 |
| 2004-2005 | 歌劇『ファウスト』より「バッカナリア」 作曲：シャルル・グノー 振付：マリーナ・ズエワ           | ビートルズメドレー 作曲：ジョン・レノン & ポール・マッカートニー 振付：マリーナ・ズエワ | セル・ブロック・タンゴ 映画『シカゴ』より 作曲：ジョン・カンダー 振付：マリーナ・ズエワ |
| 2003-2004 | プレイヤー・フォー・テイラー 作曲：マイケル W. スミス 振付：デヴィッド・ウィルソン             | 革命のエチュード 作曲：フレデリック・ショパン 振付：樋口美穂子                          | シークレット・ガーデン 作曲：ロルフ・ラヴランド 振付：樋口美穂子 |
| 2002-2003 | プレイヤー・フォー・テイラー 作曲：マイケル W. スミス 振付：デヴィッド・ウィルソン             | 歌劇『ミニョン』より「そうよ、今晩... 私はティターニア」 作曲：アンブロワーズ・トマ     | - |
| 2001-2002 | パーハップス・ラブ 作曲：ジョン・デンバー 演奏：ジェームズ・ゴールウェイ                       | 序曲「謝肉祭」 作曲：アントニン・ドヴォルザーク                                         | - |
| 2000-2001 | パーハップス・ラブ 作曲：ジョン・デンバー 演奏：ジェームズ・ゴールウェイ                       | タイムズ・スクウェア                                                                    | - |

## 表彰歴
- 文部科学省・国際競技大会優秀者表彰（2007年、2009年）

## 書籍
- トップスケーターの流儀 中野友加里が聞く9人のリアルストーリー（双葉社、2013年12月11日）ISBN 978-4575305937
- トップスケーターのすごさがわかるフィギュアスケート（ポプラ社、2017年9月8日）ISBN 978-4591155837
- フィギュアスケート ジャンプ完全レッスン 動画で技術と魅せ方に差がつく－コツがわかる本!－（本人監修・無良崇人協力・技術モデル メイツ出版、2021年1月30日）ISBN 978-4780424263
- フィギュアスケート スピン完全レッスン 動画で技術と魅せ方に差がつく－コツがわかる本!－（本人監修・今井遥協力・技術モデル メイツ出版、2021年11月30日）ISBN 978-4780425505